# لمگو
شهر لمگو (به آلمانی: Lemgo) در ایالت نوردراین-وستفالن در کشور آلمان واقع شده‌است.